# Nikša Kaleb
Nikša Kaleb (Metković, 9 de marzo de 1973) es un exjugador de balonmano croata que desarrolló su carrera como lateral izquierdo. Jugó en el RK Metković y en el RK Zagreb, en el que se retiró.
Fue un componente habitual de la Selección de balonmano de Croacia, con la que ganó la medalla de oro en los Juegos Olímpicos de Atenas 2004, entre otras medallas.

## Palmarés

### RK Metkovic
- Copa de Croacia de balonmano (2): 2001, 2002
- Liga B de balonmano de Croacia (1): 1994
- Copa EHF (1): 2000

### RK Zagreb
- Liga de Croacia de balonmano (4): 2005, 2006, 2007, 2008
- Copa de Croacia de balonmano (4): 2005, 2006, 2007, 2008

## Clubes
- RK Metković (1989-2004)
- RK Zagreb (2004-2008)